# Иван Попатанасов
Иван Попатанасов е български революционер, деец на Вътрешната македоно-одринска революционна организация.

## Биография
Иван Попатанасов е роден в 1862 година в разложкото село Елешница. Става член на Елешнишкия комитет на ВМОРО, основан в 1896 година. При избухването на Илинденско-Преображенското въстание участва в сраженията на местната чета. След въстанието в 1905 година влиза в ръководството на елешнишкия комитет по предложение на Георги Скрижовски.